# 노웨어 하이드
노웨어 하이드(Nowhere To Hide)는 캐나다, 미국에서 제작된 마리오 아조파디 감독의 1987년 액션 영화이다. 에이미 메디건 등이 주연으로 출연하였고 줄리 코먼 등이 제작에 참여하였다.

## 출연

### 주연
- 에이미 메디건
- 마이클 아이언사이드

### 조연
- 존 콜리코스
- 다니엘 휴 켈리

## 제작진
- 미술: 사바 안드라스 케르테즈
- 의상: 르니 에이프릴